# Сезар (кинопремия, 2003)
28-я церемония вручения наград премии «Сезар» (также известной как Ночь Сезара (фр. Nuit des César)) за заслуги в области французского кинематографа за 2002 год состоялась 22 февраля 2003 года в театре Шатле (Париж, Франция). Номинанты были объявлены 26 января 2003 года.
Ведущей церемонии выступила актриса Жеральдин Пелас. Из-за смертей — режиссёра Мориса Пиалы (11 января) и президента Академии искусств и технологий кинематографа Даниэля Тоскана дю Плантье (11 февраля 2003 года), «Сезар» проводился без президента церемонии.
Наибольшее количество наград в этом году получила биографическая военная драма Романа Полански «Пианист», взявшая призы в семи номинациях. Сам Роман Полански, не выдвигавшийся на премию с 1980 года, забрал две личные награды: за лучший фильм и лучшую режиссуру (как и 23 года назад), став таким образом четырежды лауреатом премии (по 2 в каждой из категорий). Эдриен Броуди, воплотивший в «Пианисте» образ Владислава Шпильмана, был признан лучшим актёром главной роли, тем самым став первым американцем, удостоенным «Сезара» в актёрской номинации.  Музыкальная детективная комедия «8 женщин», получившая больше всего номинаций (12), в итоге не взяла ни одной награды.

## Список лауреатов и номинантов
Количество наград/номинаций:
- 0/12: «8 женщин»
- 7/10: «Пианист»
- 1/7: «Аминь»
- 1/6: «Испанка»
- 3/4: «Вспоминать о прекрасном»
- 1/4: «Астерикс и Обеликс: Миссия „Клеопатра“» / «Целуй кого хочешь»
- 1/3: «Быть и иметь»
- 0/3: «Соперник»
- 0/2: «Как скажешь» / «Потерявшие и ищущие» / «Пропуск»
- 1/1: «Чужая родня» / «Коровья шкура» / «Боулинг для Колумбины» / «Поговори с ней»

### Основные категории
• Победители выделены отдельным цветом. 
| Категории                                                                               | Лауреаты и номинанты | Лауреаты и номинанты                                                                                    | Лауреаты и номинанты                                                                                    |
| --------------------------------------------------------------------------------------- | --- | --- | --- |
| Лучший фильм                                                                            | • Пианист / The Pianist (режиссёр: Роман Полански) | • Пианист / The Pianist (режиссёр: Роман Полански)                                                      | • Пианист / The Pianist (режиссёр: Роман Полански)                                                      |
| Лучший фильм                                                                            | • 8 женщин / Huit femmes (режиссёр: Франсуа Озон) | | |
| Лучший фильм                                                                            | • Аминь / Amen. (режиссёр: Коста-Гаврас) | | |
| Лучший фильм                                                                            | • Испанка / L'Auberge espagnole (режиссёр: Седрик Клапиш) | | |
| Лучший фильм                                                                            | • Быть и иметь / Être et avoir (режиссёр: Николя Филибер) | | |
| Лучший режиссёр                                                                         | | • Роман Полански за фильм «Пианист»                                                                     | • Роман Полански за фильм «Пианист»                                                                     |
| Лучший режиссёр                                                                         | • Франсуа Озон — «8 женщин» | | |
| Лучший режиссёр                                                                         | • Коста-Гаврас — «Аминь» | | |
| Лучший режиссёр                                                                         | • Седрик Клапиш — «Испанка» | | |
| Лучший режиссёр                                                                         | • Николя Филибер (фр.) — «Быть и иметь» | | |
| Лучший актёр                                                                            | | • Эдриен Броуди — «Пианист» (за роль Владислава Шпильмана)                                              | • Эдриен Броуди — «Пианист» (за роль Владислава Шпильмана)                                              |
| Лучший актёр                                                                            | • Даниэль Отёй — «Соперник» (за роль Жана-Марка Форэ) | | |
| Лучший актёр                                                                            | • Франсуа Берлеан — «Как скажешь» (фр.) (за роль Жана-Луи Брусталя) | | |
| Лучший актёр                                                                            | • Бернар Кампан — «Вспоминать о прекрасном» (фр.) (за роль Филиппа) | | |
| Лучший актёр                                                                            | • Матьё Кассовиц — «Аминь» (за роль Риккардо Фонтаны) | | |
| Лучшая актриса                                                                          | | • Изабель Карре — «Вспоминать о прекрасном» (за роль Клер Пуссен)                                       | • Изабель Карре — «Вспоминать о прекрасном» (за роль Клер Пуссен)                                       |
| Лучшая актриса                                                                          | • Фанни Ардан — «8 женщин» (за роль Пьеретты) | | |
| Лучшая актриса                                                                          | • Ариан Аскарид — «Мари-Жо и две её любви» (фр.) (за роль Мари-Жо) | | |
| Лучшая актриса                                                                          | • Жюльет Бинош — «История любви» (за роль Розы) | | |
| Лучшая актриса                                                                          | • Изабель Юппер — «8 женщин» (за роль Огюстины) | | |
| Лучший актёр второго плана                                                              | | • Бернар Ле Кок — «Вспоминать о прекрасном» (за роль профессора Кристиана Лихта)                        | • Бернар Ле Кок — «Вспоминать о прекрасном» (за роль профессора Кристиана Лихта)                        |
| Лучший актёр второго плана                                                              | • Франсуа Клюзе — «Соперник» (за роль Люка) | | |
| Лучший актёр второго плана                                                              | • Жерар Дармон — «Астерикс и Обеликс: Миссия „Клеопатра“» (за роль Амонбофиса) | | |
| Лучший актёр второго плана                                                              | • Жамель Деббуз — «Астерикс и Обеликс: Миссия „Клеопатра“» (за роль Номернабиса) | | |
| Лучший актёр второго плана                                                              | • Дени Подалидес (фр.) — «Целуй кого хочешь» (за роль Жерома) | | |
| Лучшая актриса второго плана                                                            | | • Карин Виар — «Целуй кого хочешь» (за роль Вероник)                                                    | • Карин Виар — «Целуй кого хочешь» (за роль Вероник)                                                    |
| Лучшая актриса второго плана                                                            | • Доминик Блан — «Вам букет!» (фр.) (за роль Эдит) | | |
| Лучшая актриса второго плана                                                            | • Даниэль Дарьё — «8 женщин» (за роль Мами) | | |
| Лучшая актриса второго плана                                                            | • Эмманюэль Дево — «Соперник» (за роль Марианны) | | |
| Лучшая актриса второго плана                                                            | • Жюдит Годреш — «Испанка» (за роль Анны-Софи) | | |
| Самый многообещающий актёр                                                              | | • Жан-Поль Рув — «Чужая родня» (фр.)                                                                    | • Жан-Поль Рув — «Чужая родня» (фр.)                                                                    |
| Самый многообещающий актёр                                                              | • Лоран Дойч — «Играй как „Зизу“» (фр.) | | |
| Самый многообещающий актёр                                                              | • Морган Маринн (фр.) — «Сын» | | |
| Самый многообещающий актёр                                                              | • Гаспар Ульель — «Целуй кого хочешь» | | |
| Самый многообещающий актёр                                                              | • Малик Зиди — «Момент счастья» (фр.) | | |
| Самая многообещающая актриса                                                            | | • Сесиль де Франс — «Испанка»                                                                           | • Сесиль де Франс — «Испанка»                                                                           |
| Самая многообещающая актриса                                                            | • Эмили Декьенн — «Домохозяйка» (фр.) | | |
| Самая многообещающая актриса                                                            | • Мелани Дутей (фр.) — «Брат воина» | | |
| Самая многообещающая актриса                                                            | • Марина Фоис — «Потерявшие и ищущие» (фр.) | | |
| Самая многообещающая актриса                                                            | • Людивин Санье — «8 женщин» | | |
| Лучший оригинальный или адаптированный сценарий                                         | Коста-Гаврас | • Коста-Гаврас и Жан-Клод Грумберг (фр.) — «Аминь»                                                      | |
| Лучший оригинальный или адаптированный сценарий                                         | Коста-Гаврас | • Марина де Ван и Франсуа Озон — «8 женщин»                                                             | |
| Лучший оригинальный или адаптированный сценарий                                         | Коста-Гаврас | • Седрик Клапиш — «Испанка»                                                                             | |
| Лучший оригинальный или адаптированный сценарий                                         | Коста-Гаврас | • Мишель Блан — «Целуй кого хочешь»                                                                     | |
| Лучший оригинальный или адаптированный сценарий                                         | Коста-Гаврас | • Рональд Харвуд — «Пианист»                                                                            | |
| Лучшая музыка к фильму                                                                  | | • Войцех Киляр за музыку к фильму «Пианист»                                                             | • Войцех Киляр за музыку к фильму «Пианист»                                                             |
| Лучшая музыка к фильму                                                                  | • Кришна Леви (фр.) — «8 женщин» | | |
| Лучшая музыка к фильму                                                                  | • Арман Амар — «Аминь» | | |
| Лучшая музыка к фильму                                                                  | • Антуан Дюамель — «Пропуск» (фр.) | | |
| Лучший монтаж                                                                           | | • Николя Филибер — «Быть и иметь»                                                                       | • Николя Филибер — «Быть и иметь»                                                                       |
| Лучший монтаж                                                                           | • Френсин Сандберг — «Испанка» | | |
| Лучший монтаж                                                                           | • Эрве Де Люз (фр.) — «Пианист» | | |
| Лучшая работа оператора                                                                 | | • Павел Эдельман — «Пианист»                                                                            | • Павел Эдельман — «Пианист»                                                                            |
| Лучшая работа оператора                                                                 | • Жанна Лапуари — «8 женщин» | | |
| Лучшая работа оператора                                                                 | • Патрик Блосье (фр.) — «Аминь» | | |
| Лучшие декорации                                                                        | | • Аллан Старски (польск.) — «Пианист»                                                                   | • Аллан Старски (польск.) — «Пианист»                                                                   |
| Лучшие декорации                                                                        | • Арно де Молерон — «8 женщин» | | |
| Лучшие декорации                                                                        | • Хоанг Тан Эт — «Астерикс и Обеликс: Миссия „Клеопатра“» | | |
| Лучшие декорации                                                                        | • Эмиль Гиго — «Пропуск» | | |
| Лучшие костюмы                                                                          | • Филипп Гильотель, Танино Либераторе (фр.) и Флоренс Садане — «Астерикс и Обеликс: Миссия „Клеопатра“» | • Филипп Гильотель, Танино Либераторе (фр.) и Флоренс Садане — «Астерикс и Обеликс: Миссия „Клеопатра“» | • Филипп Гильотель, Танино Либераторе (фр.) и Флоренс Садане — «Астерикс и Обеликс: Миссия „Клеопатра“» |
| Лучшие костюмы                                                                          | • Паскалин Шаванн — «8 женщин» | | |
| Лучшие костюмы                                                                          | • Анна Б. Шеппард — «Пианист» | | |
| Лучший звук                                                                             | • Жан-Мари Блондель, Жерар Арди, Дин Хамфрис — «Пианист» | • Жан-Мари Блондель, Жерар Арди, Дин Хамфрис — «Пианист»                                                | • Жан-Мари Блондель, Жерар Арди, Дин Хамфрис — «Пианист»                                                |
| Лучший звук                                                                             | • Пьер Гаме (фр.), Бенуа Хильбран, Жан-Пьер Лафорс— «8 женщин» | | |
| Лучший звук                                                                             | • Доминик Габорьо, Пьер Гаме и Франсис Варнье — «Аминь» | | |
| Лучшая дебютная работа в художественном кино (фр. Meilleure Première Oeuvre de Fiction) | • «Вспоминать о прекрасном» — режиссёр: Забу Брайтман | • «Вспоминать о прекрасном» — режиссёр: Забу Брайтман                                                   | • «Вспоминать о прекрасном» — режиссёр: Забу Брайтман                                                   |
| Лучшая дебютная работа в художественном кино (фр. Meilleure Première Oeuvre de Fiction) | • «Бойня» (фр.) — режиссёр: Дельфин Глез (фр.) | | |
| Лучшая дебютная работа в художественном кино (фр. Meilleure Première Oeuvre de Fiction) | • «Потерявшие и ищущие» — режиссёр: Клод Дюти (фр.) | | |
| Лучшая дебютная работа в художественном кино (фр. Meilleure Première Oeuvre de Fiction) | • «Ирен» (фр.) — режиссёр: Иван Кальберак (фр.) | | |
| Лучшая дебютная работа в художественном кино (фр. Meilleure Première Oeuvre de Fiction) | • «Как скажешь» — режиссёр: Гийом Кане | | |
| Лучший короткометражный фильм                                                           | • Коровья шкура / Peau de vache (режиссёр: Жеральд Юсташ-Матьё) | • Коровья шкура / Peau de vache (режиссёр: Жеральд Юсташ-Матьё)                                         | • Коровья шкура / Peau de vache (режиссёр: Жеральд Юсташ-Матьё)                                         |
| Лучший короткометражный фильм                                                           | • Candidature (режиссёр: Эммануэль Бурдьё) | | |
| Лучший короткометражный фильм                                                           | • Старая уходящая мечта / Ce vieux rêve qui bouge (режиссёр: Ален Гироди) | | |
| Лучший короткометражный фильм                                                           | • Сквош / Squash (режиссёр: Лионель Байю) | | |
| Лучший иностранный фильм                                                                | • Боулинг для Колумбины / Bowling for Columbine (США, режиссёр Майкл Мур) | • Боулинг для Колумбины / Bowling for Columbine (США, режиссёр Майкл Мур)                               | • Боулинг для Колумбины / Bowling for Columbine (США, режиссёр Майкл Мур)                               |
| Лучший иностранный фильм                                                                | • Штрихи огня / 취화선 (Южная Корея, реж. Им Квон Тхэк) | | |
| Лучший иностранный фильм                                                                | • Особое мнение / Minority Report (США, реж. Стивен Спилберг) | | |
| Лучший иностранный фильм                                                                | • Одиннадцать друзей Оушена / Ocean's Eleven (США, реж. Стивен Содерберг) | | |
| Лучший иностранный фильм                                                                | • Унесённые призраками / 千と千尋の神隠し (Япония, реж. Хаяо Миядзаки) | | |
| Лучший фильм Евросоюза                                                                  | • Поговори с ней / Hable con ella (Испания, режиссёр Педро Альмодовар) | • Поговори с ней / Hable con ella (Испания, режиссёр Педро Альмодовар)                                  | • Поговори с ней / Hable con ella (Испания, режиссёр Педро Альмодовар)                                  |
| Лучший фильм Евросоюза                                                                  | • 11 сентября / 11'09"01 - September 11 (Великобритания, Франция и др. страны, режиссёры: Юсеф Шахин, Амос Гитай, Алехандро Гонсалес Иньярриту, Сёхэй Имамура, Клод Лелуш, Кен Лоуч, Самира Махмальбаф, Мира Наир, Идрисса Уэдраого, Шон Пенн и Данис Танович) | | |
| Лучший фильм Евросоюза                                                                  | • Госфорд-парк / Gosford Park (Великобритания, реж. Роберт Олтмен) | | |
| Лучший фильм Евросоюза                                                                  | • Человек без прошлого / Mies vailla menneisyyttä (Финляндия, реж. Аки Каурисмяки) | | |
| Лучший фильм Евросоюза                                                                  | • Милые шестнадцать лет / Sweet Sixteen (Великобритания, реж. Кен Лоуч) | | |

### Специальные награды
| Награда          | Лауреаты      | Лауреаты          |
| ---------------- | ------------- | ----------------- |
| Почётный «Сезар» |               | • Бернадетт Лафон |
| Почётный «Сезар» | Спайк Ли      | • Спайк Ли        |
| Почётный «Сезар» | • Мерил Стрип |                   |